# Tempa T
Tempa T, znany także jako Tempz, właściwie Nicky Nyarko-Dei (ur. 9 października 1984 w Londynie) – brytyjski raper pochodzący ze wschodniego Londynu, wykonawca muzyki Grime. W środowisku znany jest ze swojej muskulatury, agresywnych tekstów, dynamiczności, częstego używania słów "par" i "hype", a także z poczucia humoru.

## Życiorys
Jest blisko związany z Boy Better Know (ale nie jest ich członkiem) oraz z duetem Chase & Status. W przeszłości należał do grupy Slew Dem.
Tempa T zasłynął wydanym w 2009 utworem "Next Hype", który jest uważany za "hymn" brytyjskiej sceny underground. Kolejnym hitem był wydany w 2010 razem z duetem Chase & Status utwór "Hypest Hype".
W 2011 wystąpił gościnnie na płycie polskiego zespołu Firma w utworze "You Can't Live Twice".
W 2014 wziął udział w Red Bull Culture Clash w zwycięskiej, stworzonej specjalnie na to wydarzenie drużynie Rebel Sound, gdzie występował przeciwko swojej zaprzyjaźnionej grupie Boy Better Know. Jako. że wynika to z charakteru imprezy organizowanej przez Red Bull'a obie strony obrażały się nawzajem w utworach, ale po wydarzeniu potwierdziły, że była to jedynie zabawa, nie ma mowy o "zdradzie", a między nimi nie ma żadnego konfliktu.

## Dyskografia
Albumy
- Pre the Baitness (2014)

Mixtape
- All-Star Pars (2012)